# Штраупиц
Штра́упиц или Тшупц (нем. Straupitz; н.-луж. Tšupc) — коммуна в Германии, в земле Бранденбург.
Входит в состав района Даме-Шпревальд. Подчиняется управлению Либерозе/Обершпревальд. Население составляет 988 человек (на 31 декабря 2010 года). Занимает площадь 21,64 км².

## Населённые пункты
Коммуна подразделяется на 3 сельских округа:
- Бушмюле (Блотны-Млын)
- Гатт (Гат)
- Хорст (Вотшов)

## Население
В настоящее время деревня входит в состав культурно-территориальной автономии «Лужицкая поселенческая область», на территории которой действуют законодательные акты земель Саксонии и Бранденбурга, содействующие сохранению лужицких языков и культуры лужичан.
| Год  | Население |
| ---- | --------- |
| 2005 | 1090      |
| 2010 | 997       |

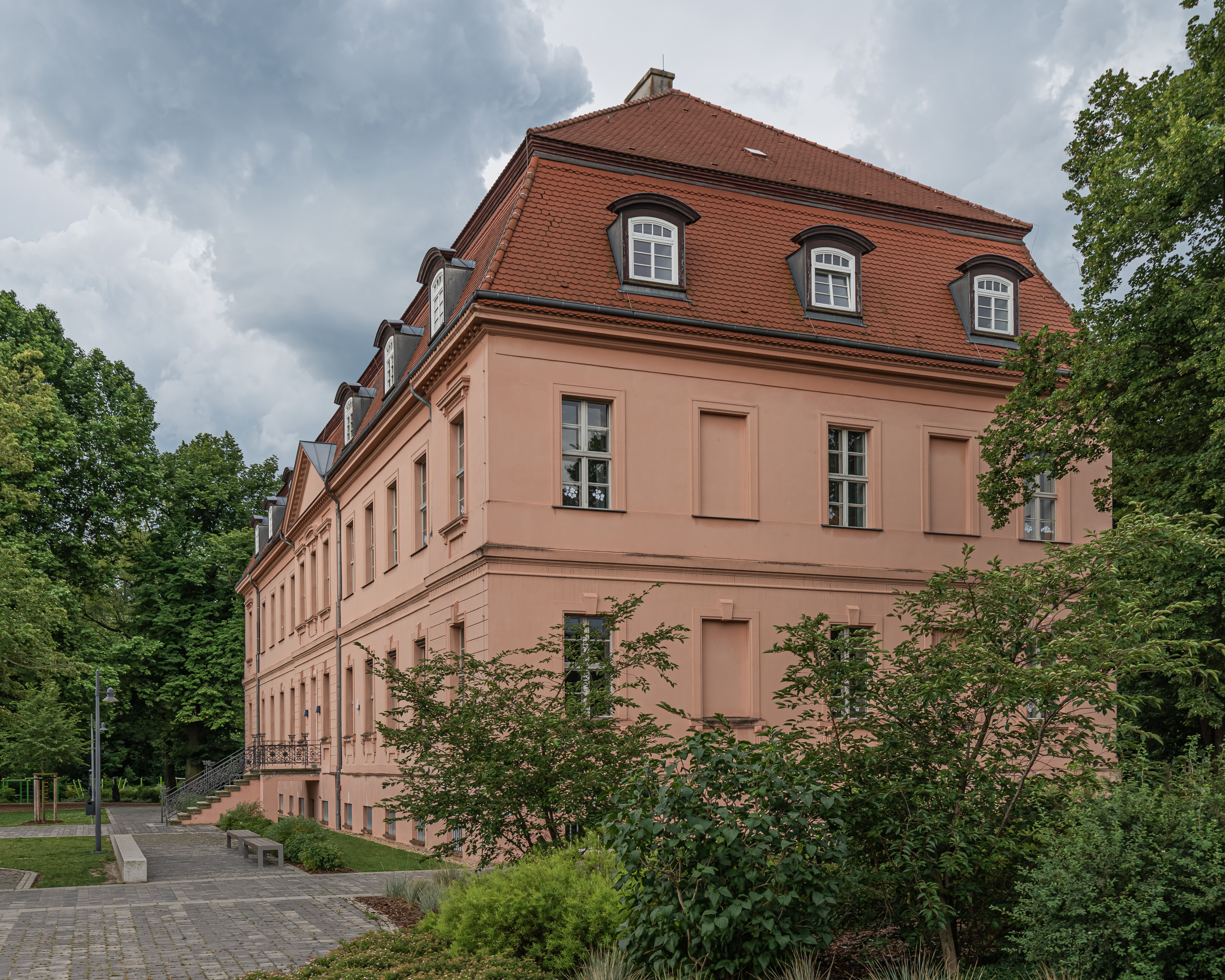
Дворец
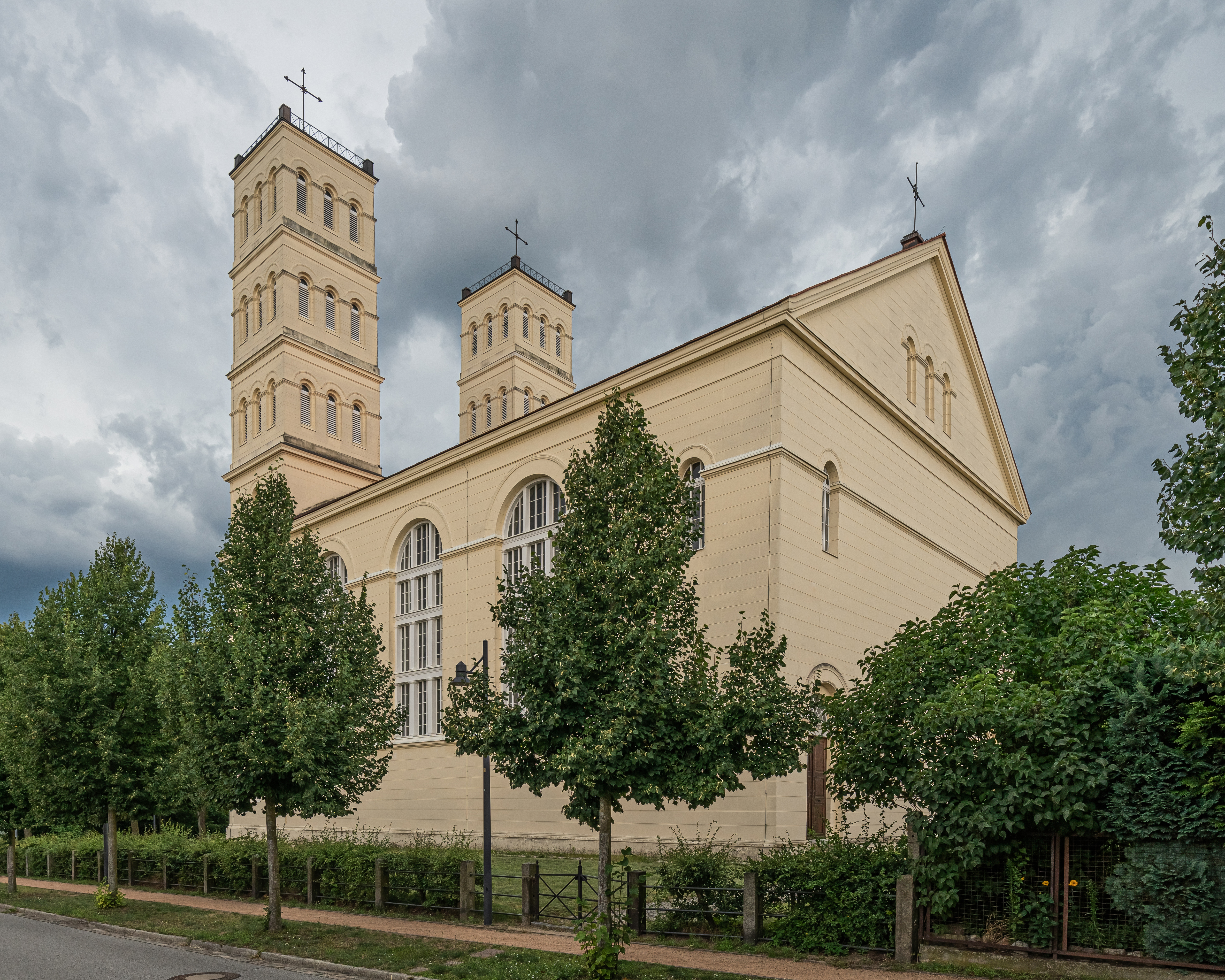
Деревенская церковь по проекту Шинкеля
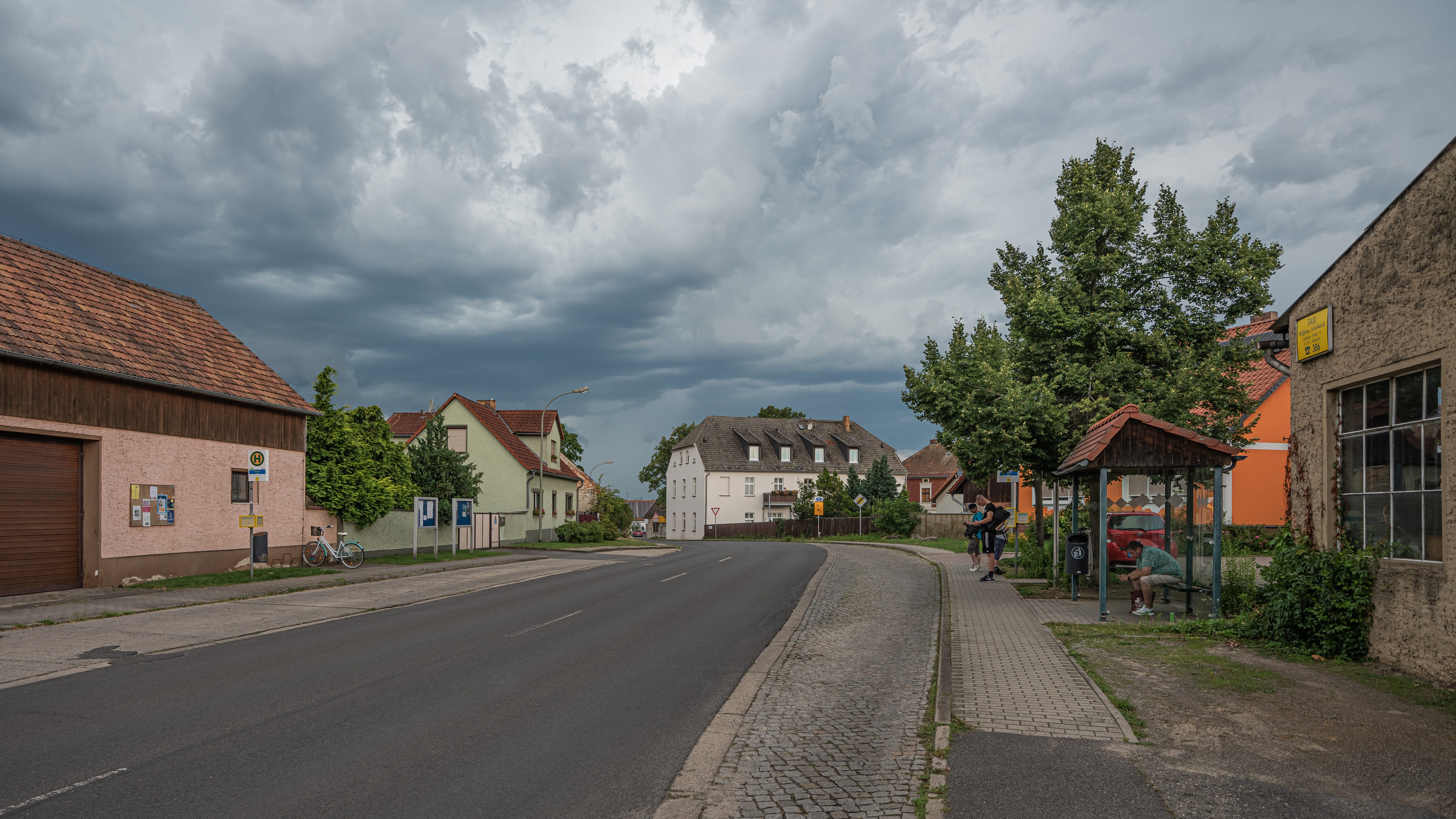
Автобусная остановка